# China National Football League 2021
La China National Football League 2021 è la 9ª edizione del campionato cinese di football americano di primo livello, organizzato dalla CNFL.

## Squadre partecipanti
| Club                 | Città        | Stadio | Sponsor ufficiale | Risultato nella stagione 2020 |
| -------------------- | ------------ | ------ | ----------------- | ----------------------------- |
| Chengdu Pandaman     | Chengdu      |        |                   |                               |
| Chongqing Dockers    | Chongqing    |        |                   |                               |
| Foshan Tigers        | Foshan       |        |                   |                               |
| Guangzhou Apaches    | Canton       |        |                   |                               |
| Hangzhou Smilodons   | Hangzhou     |        |                   |                               |
| Mountain City Fury   | Chongqing    |        |                   |                               |
| Nanchang Gun Cavalry | Nanchang     |        |                   |                               |
| Qingdao Conquerors   | Tsingtao     |        |                   |                               |
| Shanghai Street Cats | Shanghai     |        |                   |                               |
| Shanghai Titans      | Shanghai     |        |                   |                               |
| Shenyang King Kong   | Shenyang     |        |                   |                               |
| Shenyang Spartans    | Shenyang     |        |                   |                               |
| Shijiazhuang Flames  | Shijiazhuang |        |                   |                               |
| SIT Aurora           | Shanghai     |        |                   |                               |
| Taiyuan Troops       | Taiyuan      |        |                   |                               |
| Tianjin Pirates      | Tientsin     |        |                   |                               |
| Wuhan Griffins       | Wuhan        |        |                   |                               |
| Zhengzhou Steamer    | Zhengzhou    |        |                   |                               |

## Calendario

### Stagione regolare

#### 1ª giornata
| 31 luglio 2021 | Zhengzhou Steamer | – | Mountain City Fury |  |

#### 2ª giornata
| 7 agosto 2021 | Shijiazhuang Flames | – | Taiyuan Troops |  |

| 7 agosto 2021 | Shenyang Spartans | – | Tianjin Pirates |  |

| 7 agosto 2021 | Shenyang King Kong | – | Qingdao Conquerors |  |

#### 3ª giornata
| 14 agosto 2021 | Foshan Tigers | – | Nanchang Gun Cavalry |  |

| 14 agosto 2021 | Guangzhou Apaches | – | Wuhan Griffins |  |

#### 4ª giornata
| 21 agosto 2021 | Zhengzhou Steamer | – | Chongqing Dockers |  |

| 21 agosto 2021 | Mountain City Fury | – | Chengdu Pandaman |  |

#### 5ª giornata
| 28 agosto 2021 | Shanghai Street Cats | – | Shanghai Titans |  |

| 28 agosto 2021 | SIT Aurora | – | Hangzhou Smilodons |  |

| 28 agosto 2021 | Shenyang Spartans | – | Shijiazhuang Flames |  |

| 28 agosto 2021 | Taiyuan Troops | – | Shenyang King Kong |  |

| 28 agosto 2021 | Qingdao Conquerors | – | Tianjin Pirates |  |

#### 6ª giornata
| 4 settembre 2021 | Nanchang Gun Cavalry | – | Guangzhou Apaches |  |

| 4 settembre 2021 | Foshan Tigers | – | Wuhan Griffins |  |

| 4 settembre 2021 | Chongqing Dockers | – | Zhengzhou Steamer |  |

| 4 settembre 2021 | Chengdu Pandaman | – | Mountain City Fury |  |

#### 7ª giornata
| 11 settembre 2021 | Shanghai Street Cats | – | SIT Aurora |  |

| 11 settembre 2021 | Shanghai Titans | – | Hangzhou Smilodons |  |

| 11 settembre 2021 | Shijiazhuang Flames | – | Shenyang King Kong |  |

| 11 settembre 2021 | Qingdao Conquerors | – | Shenyang Spartans |  |

| 11 settembre 2021 | Tianjin Pirates | – | Taiyuan Troops |  |

#### 8ª giornata
| 25 settembre 2021 | Guangzhou Apaches | – | Foshan Tigers |  |

| 25 settembre 2021 | Wuhan Griffins | – | Nanchang Gun Cavalry |  |

| 25 settembre 2021 | Chongqing Dockers | – | Chengdu Pandaman |  |

#### 9ª giornata
| 16 ottobre 2021 | Hangzhou Smilodons | – | Shanghai Street Cats |  |

| 16 ottobre 2021 | SIT Aurora | – | Shanghai Titans |  |

| 16 ottobre 2021 | Tianjin Pirates | – | Shijiazhuang Flames |  |

| 16 ottobre 2021 | Taiyuan Troops | – | Qingdao Conquerors |  |

| 16 ottobre 2021 | Shenyang King Kong | – | Shenyang Spartans |  |

#### 10ª giornata
| 23 ottobre 2021 | Nanchang Gun Cavalry | – | Foshan Tigers |  |

| 23 ottobre 2021 | Wuhan Griffins | – | Guangzhou Apaches |  |

| 23 ottobre 2021 | Chongqing Dockers | – | Mountain City Fury |  |

| 23 ottobre 2021 | Chengdu Pandaman | – | Zhengzhou Steamer |  |

#### 11ª giornata
| 6 novembre 2021 | Shanghai Titans | – | Shanghai Street Cats |  |

| 6 novembre 2021 | Hangzhou Smilodons | – | SIT Aurora |  |

### Classifiche
Le classifiche della regular season sono le seguenti:
- PCT = percentuale di vittorie, G = partite giocate, V = partite vinte,  P = partite perse, PF = punti fatti, PS = punti subiti

#### CNFL North
| Pos. | Squadra             | PCT  | G | V | N | P | PF | PS |
| ---- | ------------------- | ---- | - | - | - | - | -- | -- |
| 1    | Qingdao Conquerors  | .000 | 0 | 0 | 0 | 0 | 0  | 0  |
| 2    | Shenyang King Kong  | .000 | 0 | 0 | 0 | 0 | 0  | 0  |
| 3    | Shenyang Spartans   | .000 | 0 | 0 | 0 | 0 | 0  | 0  |
| 4    | Shijiazhuang Flames | .000 | 0 | 0 | 0 | 0 | 0  | 0  |
| 5    | Taiyuan Troops      | .000 | 0 | 0 | 0 | 0 | 0  | 0  |
| 6    | Tianjin Pirates     | .000 | 0 | 0 | 0 | 0 | 0  | 0  |

#### CNFL West
| Pos. | Squadra            | PCT  | G | V | N | P | PF | PS |
| ---- | ------------------ | ---- | - | - | - | - | -- | -- |
| 1    | Chengdu Pandaman   | .000 | 0 | 0 | 0 | 0 | 0  | 0  |
| 2    | Chongqing Dockers  | .000 | 0 | 0 | 0 | 0 | 0  | 0  |
| 3    | Mountain City Fury | .000 | 0 | 0 | 0 | 0 | 0  | 0  |
| 4    | Zhengzhou Steamer  | .000 | 0 | 0 | 0 | 0 | 0  | 0  |

#### CNFL South
| Pos. | Squadra              | PCT  | G | V | N | P | PF | PS |
| ---- | -------------------- | ---- | - | - | - | - | -- | -- |
| 1    | Foshan Tigers        | .000 | 0 | 0 | 0 | 0 | 0  | 0  |
| 2    | Guangzhou Apaches    | .000 | 0 | 0 | 0 | 0 | 0  | 0  |
| 3    | Nanchang Gun Cavalry | .000 | 0 | 0 | 0 | 0 | 0  | 0  |
| 4    | Wuhan Griffins       | .000 | 0 | 0 | 0 | 0 | 0  | 0  |

#### CNFL East
| Pos. | Squadra              | PCT  | G | V | N | P | PF | PS |
| ---- | -------------------- | ---- | - | - | - | - | -- | -- |
| 1    | Hangzhou Smilodons   | .000 | 0 | 0 | 0 | 0 | 0  | 0  |
| 2    | Shanghai Street Cats | .000 | 0 | 0 | 0 | 0 | 0  | 0  |
| 3    | Shanghai Titans      | .000 | 0 | 0 | 0 | 0 | 0  | 0  |
| 4    | SIT Aurora           | .000 | 0 | 0 | 0 | 0 | 0  | 0  |

## Playoff

### Tabellone
|  | Wild card | Wild card |  |     | Quarti di finale | Quarti di finale |  |  | Semifinali | Semifinali |  |  | IX Finale | IX Finale |
|  |           |           |  |     |                  |                  |  |  |            |            |  |  |           |           |
|  |           |           |  |     |                  |                  |  |  |            |            |  |  |           |           |
|  |           |           |  |     |                  |                  |  |  |            |            |  |  |           |           |
|  | TBD       |           |  |     |                  |                  |  |  |            |            |  |  |           |           |
|  | TBD       |           |  |     |                  |                  |  |  |            |            |  |  |           |           |
|  |           | TBD       |  |     |                  |                  |  |  |            |            |  |  |           |           |
|  | TBD       |           |  | TBD |                  |                  |  |  |            |            |  |  |           |           |
|  | TBD       |           |  |     |                  |                  |  |  |            |            |  |  |           |           |
|  |           |           |  | TBD |                  |                  |  |  |            |            |  |  |           |           |
|  | TBD       |           |  |     |                  |                  |  |  |            |            |  |  |           |           |
|  | TBD       |           |  |     |                  |                  |  |  |            |            |  |  |           |           |
|  |           | TBD       |  |     |                  |                  |  |  |            |            |  |  |           |           |
|  | TBD       |           |  | TBD |                  |                  |  |  |            |            |  |  |           |           |
|  | TBD       |           |  |     |                  |                  |  |  |            |            |  |  |           |           |
|  |           |           |  | TBD |                  |                  |  |  |            |            |  |  |           |           |
|  | TBD       |           |  |     |                  |                  |  |  |            |            |  |  |           |           |
|  | TBD       |           |  |     |                  |                  |  |  |            |            |  |  |           |           |
|  |           | TBD       |  |     |                  |                  |  |  |            |            |  |  |           |           |
|  | TBD       |           |  | TBD |                  |                  |  |  |            |            |  |  |           |           |
|  | TBD       |           |  |     |                  |                  |  |  |            |            |  |  |           |           |
|  |           |           |  | TBD |                  |                  |  |  |            |            |  |  |           |           |
|  | TBD       |           |  |     |                  |                  |  |  |            |            |  |  |           |           |
|  | TBD       |           |  |     |                  |                  |  |  |            |            |  |  |           |           |
|  |           | TBD       |  |     |                  |                  |  |  |            |            |  |  |           |           |
|  | TBD       |           |  |     |                  |                  |  |  |            |            |  |  |           |           |
|  |           |           |  |     |                  |                  |  |  |            |            |  |  |           |           |

### Wild Card
| 20 novembre 2021 | TBD | – | TBD |  |

| 20 novembre 2021 | TBD | – | TBD |  |

| 20 novembre 2021 | TBD | – | TBD |  |

| 20 novembre 2021 | TBD | – | TBD |  |

### Quarti di finale
| 4 dicembre 2021 | TBD | – | TBD |  |

| 4 dicembre 2021 | TBD | – | TBD |  |

| 4 dicembre 2021 | TBD | – | TBD |  |

| 4 dicembre 2021 | TBD | – | TBD |  |

### Semifinali
| 18 dicembre 2021 | TBD | – | TBD |  |

| 18 dicembre 2021 | TBD | – | TBD |  |

### IX Finale
| 8 gennaio 2022 | TBD | – | TBD |  |